# Serapista denticulata
Serapista denticulata är en biart som först beskrevs av Smith 1854.  Serapista denticulata ingår i släktet Serapista och familjen buksamlarbin. Inga underarter finns listade i Catalogue of Life.